# Drongo d'Aldabra
Dicrurus aldabranus
Espèce
Statut de conservation UICN

 NT  : Quasi menacé
Le Drongo d'Aldabra (Dicrurus aldabranus) est une espèce de passereau de la famille des Dicruridae.

## Description
Son aspect est typique des dicées, avec un plumage entièrement noir, un gros bec et un œil rouge. La queue est longue et fourchue. Les juvéniles ont le dos gris, le dessous légèrement marbré et l'œil brun. Son appel est un petit rire dur.

## Répartition
Cette espèce est endémique de l'atoll d'Aldabra aux Seychelles.

## Habitat
Il vit dans les broussailles mixtes, les mangroves ainsi que dans les forêts côtières de Casuarina.

## Reproduction
Il construit son nid dans des arbres de grande taille : des Casuarina, des Rhizophora mucronata dans les mangroves et des Ficus dans les zones de broussailles. Le nid est en forme de coupe, il est fait de fibre de plantes liés par des toiles d'araignées. La femelle pond entre 1 et 3 œufs. Ils couvés pendant 16 à 18 jours.